# Uhlsport
Uhlsport je německá firma se sídlem v Balingenu vyrábějící sportovní vybavení zejména pro fotbal, basketbal a házenou. Vyrábí dresy, kopačky, rukavice, míče atd.

## Historie
Společnost byla založena roku 1948 a zpočátku se zaměřovala na výrobu kožených kolíků pro kopačky. V roce 1953 začala vyrábět i podrážky pro výrobce sportovní obuvi. Následně se výrobní program rozšířil, např. o bandáže, fotbalové míče, brankářské rukavice atd. a firma nakonec byla schopná dodávat kompletní fotbalové vybavení. Od roku 2002 se etablovala i v dalších sportech, v házené (přes vlastní značku Kempa) a basketbalu (zde vlastní evropská distribuční práva pro amerického výrobce Spalding).
V roce 1998 prodala rodina Uhlů firmu obchodní skupině Daiss vedené Günterem Daissem.

## Sponzorovaní sportovci
- Osvaldo Cabral
- Leo Franco
- Hernán Galindez
- Matt Acton
- Clint Bolton
- Casey Dumont
- Jack Duncan
- Ben Kennedy
- Mitchell Langerak
- Paul Scharner
- Jürgen Macho
- Thomas Borenitsch
- Thomas Gebauer
- Christian Gratzei
- Christian Dobnik
- Wouter Biebauw
- Sebastien Bruzzese
- Michael Clepkens
- Stefan Deloose
- Jonas Deumeland
- Jeremy Dumesnil
- Jean-François Gillet
- David Meul
- Brian Vandenbussche
- Jasmin Fejzić
- Jasmin Burić
- Sead Ramović
- Luciano
- Macedo Novaes
- Júlio Sérgio Bertagnoli
- Douglas
- Peterson Peçanha
- Veselin Jovev
- Tuda Murphy
- Guy N'Dy Assembé
- Milan Borjan
- Srdjan Djekanović
- Barel Mouko
- Leonel Moreira
- Stipe Pletikosa
- Tomáš Černý
- Adrian Bone
- Alexander Dominguez
- Héctor Carabali
- Oswaldo Ibarra
- Daniel Viteri
- Javier Klimowicz
- Stephen Bywater
- Lee Robinson
- Mihkel Aksalu
- Sergei Pareiko
- Pavel Londak
- Jussi Jääskeläinen
- Cédric Carrasso
- Benoit Costil
- Jeremie Janot
- Geoffrey Jourdren
- Bertrand Laquait
- Hugo Lloris
- Baptiste Reynet
- Olivier Sorin
- Dominique Agostini
- Ali Ahamada
- Alphonse Aréola
- Olivier Blondel
- Landry Bonnefoi
- Thomas Bosmel
- Zacharie Boucher
- Sarah Bouhaddi
- Gennaro Bracigliano
- Samba Brice
- Ludovic Butelle
- Johann Carrasso
- Sebastien Chabbert
- Pierrick Cros
- Celine Deville
- Abdoulaye Dialo
- Nicolas Douchez
- Steeve Elana
- Michael Fabre
- Perraud Florent
- Mathieu Gorgelin
- Damien Grégorini
- Régis Gurtner
- Joan Hartock
- Mouez Hassen
- Jérôme Hiaumet
- Jean-Louis Leca
- Benjamin Lecomte
- Donovan Leon
- Johan Liebus
- Grégory Malicki
- Cyrille Merville
- Jessy Moulin
- Jean-Daniel Padovani
- Nicolas Penneteau
- Laurent Pionnier
- Johnny Placide
- Simon Pontdemé
- Rémy Riou
- Rudy Riou
- Romain Ruffier
- Stéphane Ruffier
- Alexis Thébaux
- Yohann Thuram-Ulien
- Lucas Veronese
- Anthony Mfa Mezui
- Oliver Baumann
- Sascha Burchert
- Vitus Eicher
- Simon Jentzsch
- Thorsten Kirschbaum
- Benjamin Kirsten
- Lukas Kruse
- Michael Langer
- Andreas Luthe
- Martin Männel
- Markus Miller
- Dirk Orlishausen
- René Renno
- Christian Wetklo
- Ron-Robert Zieler
- Daniel Davari
- Michael Esser
- Florian Fromlowitz
- Daniel Haas
- Thomas Kessler
- Sascha Kirschstein
- Patric Klandt
- Thomas Kraft
- Tim Krumpen
- Timo Ochs
- Gerhard Tremmel
- Giorgi Makaridze
- Ioannis Amanatidis
- Naby Yattara
- István Verpecz
- Daniel Illyes
- Stephen Henderson
- Shahab Gordan
- Mehdi Mahdavikia
- Ohad Cohen
- Amir Edri
- Boris Kleiman
- Gal Nir
- Marco Amelia
- Carlo Cudicini
- Luigi Cennamo
- Francesco Benussi
- Giorgio Frezzolini
- Cristiano Lupatelli
- Gianluca Pegolo
- Alessio Scarpi
- Lorenzo Squizzi
- Boubacar Barry
- Miho Fukumoto
- Hideaki Ozawa
- Kenta Shimizu
- Toshiyasu Takahara
- Yuji Rokutan
- Mohamed Amsif
- Oka Nikolov
- Mamadou Samassa
- Oumar Sissoko
- Vukašin Poleksić
- Dragoje Leković
- Darko Božović
- Boy Waterman
- Gino Coutinho
- Erik Cummins
- Robbin Ruiter
- Michel Vorm
- Dorus de Vries
- Vincent Enyeama
- Austin Ejide
- Alan Blayney
- Jonathan Tuffey
- David Miskelly
- Diego Barreto
- Anthony Silva
- Miguel Samudio
- Guillermo Beltran
- Dario Caballero
- Ever Caballero
- Ignacio Don
- Joel Silva
- Roland Müller
- Przemysław Tytoń
- Mateusz Bąk
- Jorge Baptista
- Daniel Fernandes
- Mario Felgueiras
- Bogdan Lobonț
- András Sánta
- Cristian Balgradean
- Mircea Bornescu
- Kai McLean
- Jamie Langfield
- David Marshall
- Graeme Smith
- Pape Coulibaly
- Denis Petrić
- Damir Kahriman
- Saša Stevanović
- Zlatan Alomerović
- Radiša Ilić
- Marián Kelemen
- Samir Handanović
- Vicente Guaita
- Ismael Gómez Falcón
- Iñaki Goitia Peña
- Jaime Jiménez
- Diego López Rodríguez
- Manu Herrera
- Eduardo Navarro Soriano
- Oier Olazabal
- Asier Riesgo
- Roberto Santamaria Ciprián
- Eddie Gustafsson
- Ivan Benito
- Hamdi Kasraoui
- Andrij Pjatov
- Vitalij Reva
- Rodrigo Muñoz
- Martín Silva
- Chase Harrison
- Alex Horwath
- Scott Vallow
- David Yelldell
- Boaz Myhill

## Galerie

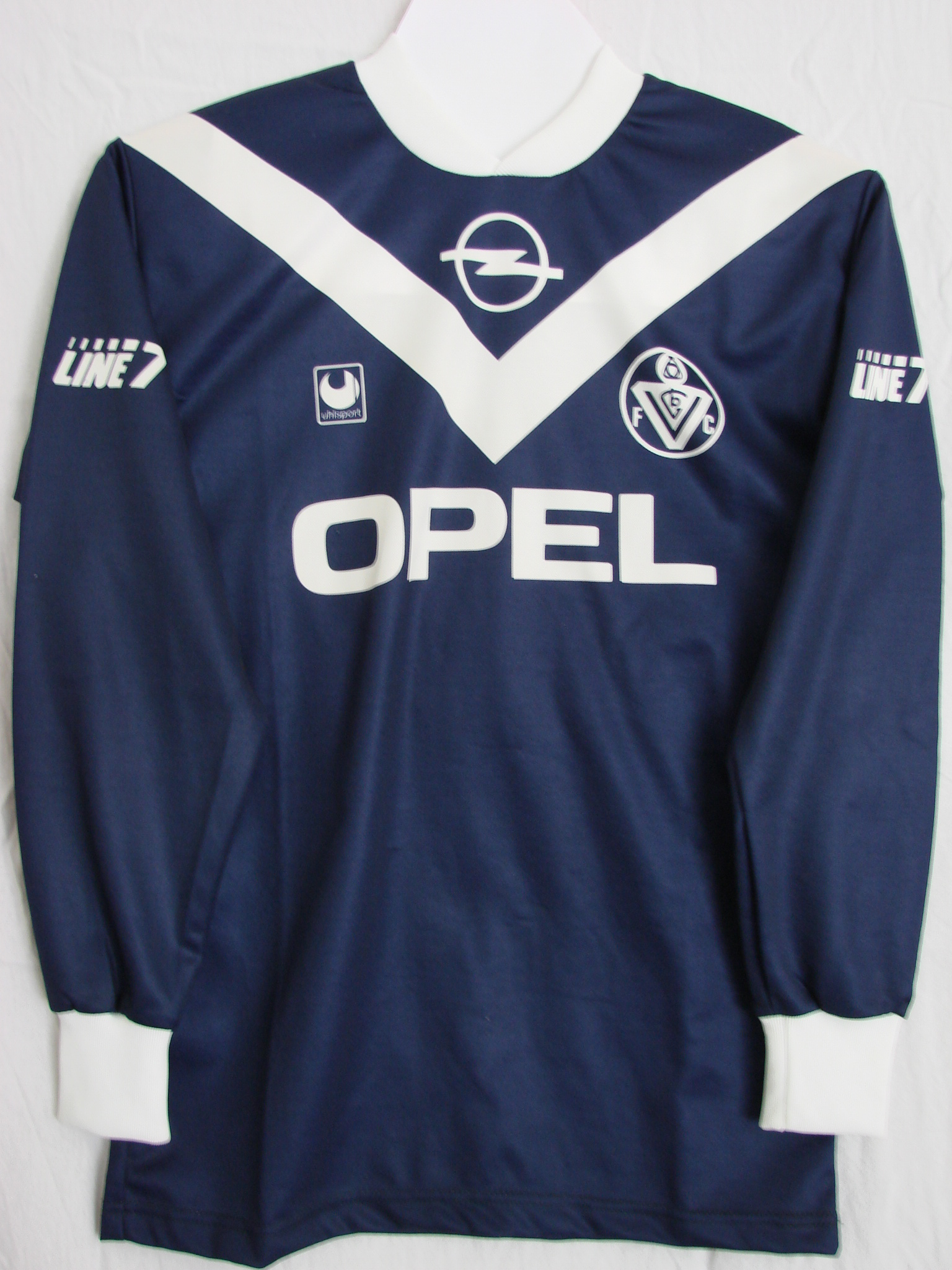
Dres Girondins Bordeaux z roku 1990.
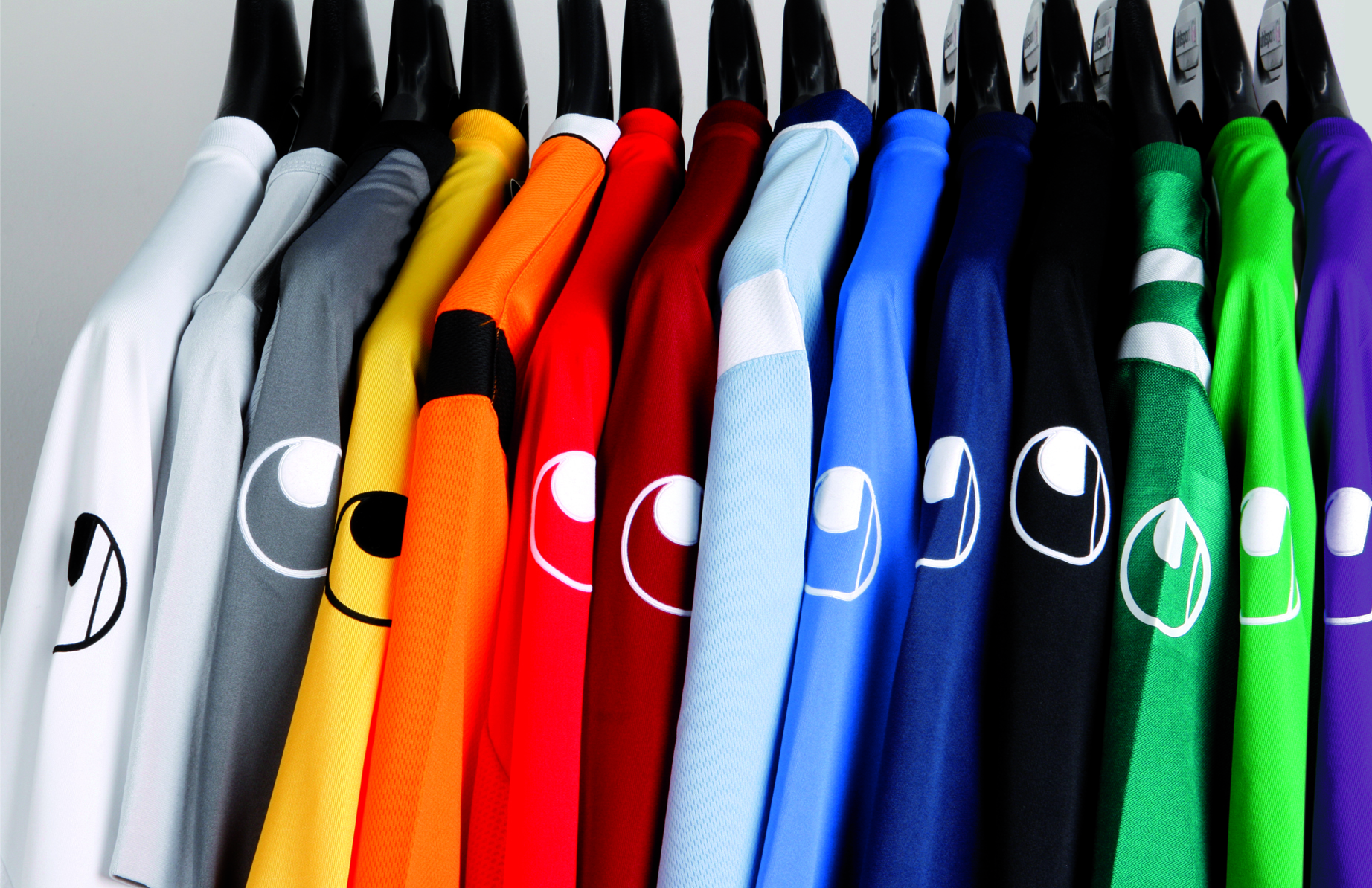
Sada fotbalových dresů Uhlsport
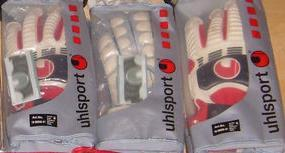
Rukavice Uhlsport
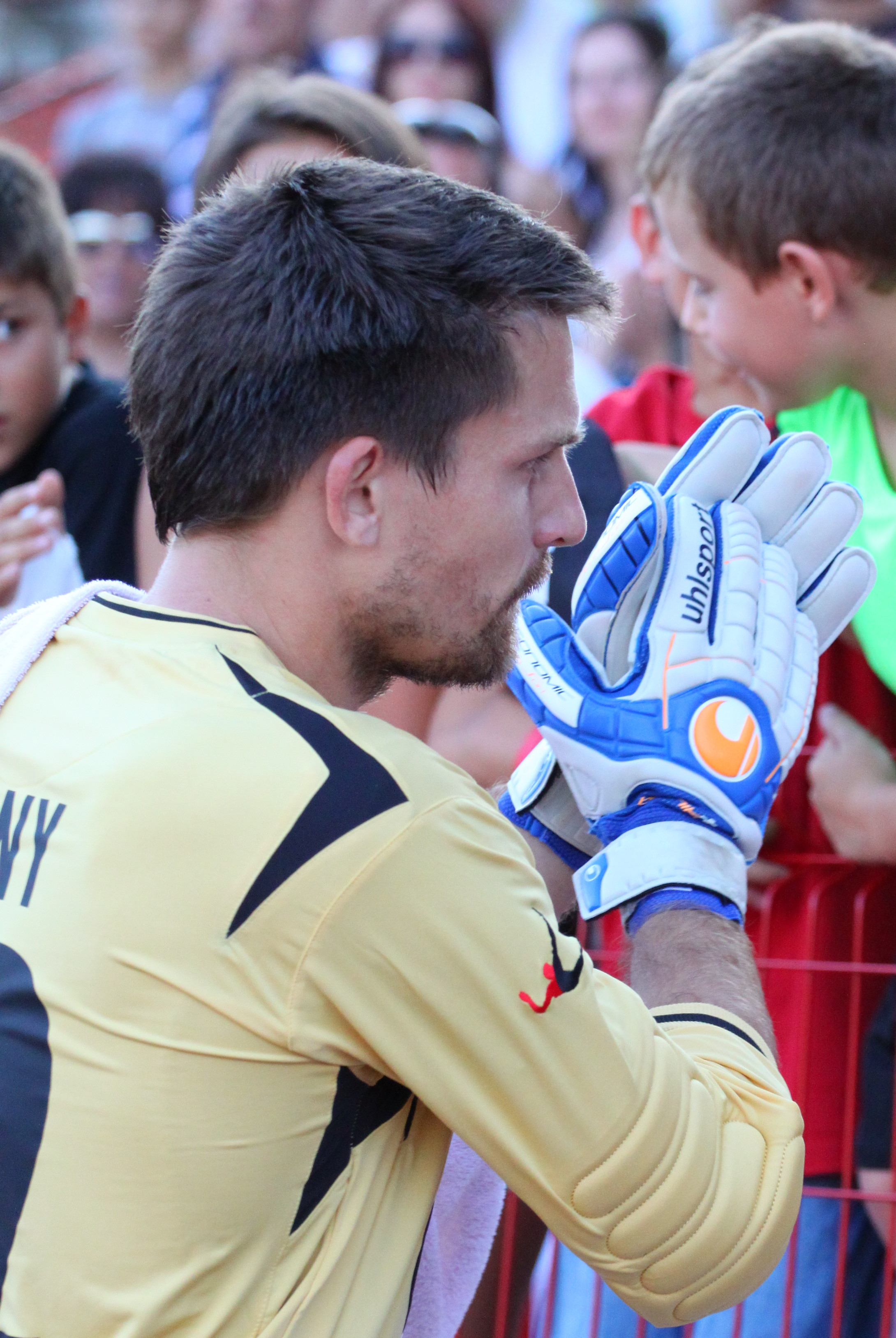
Brankář Tomáš Černý v rukavicích Uhlsport.
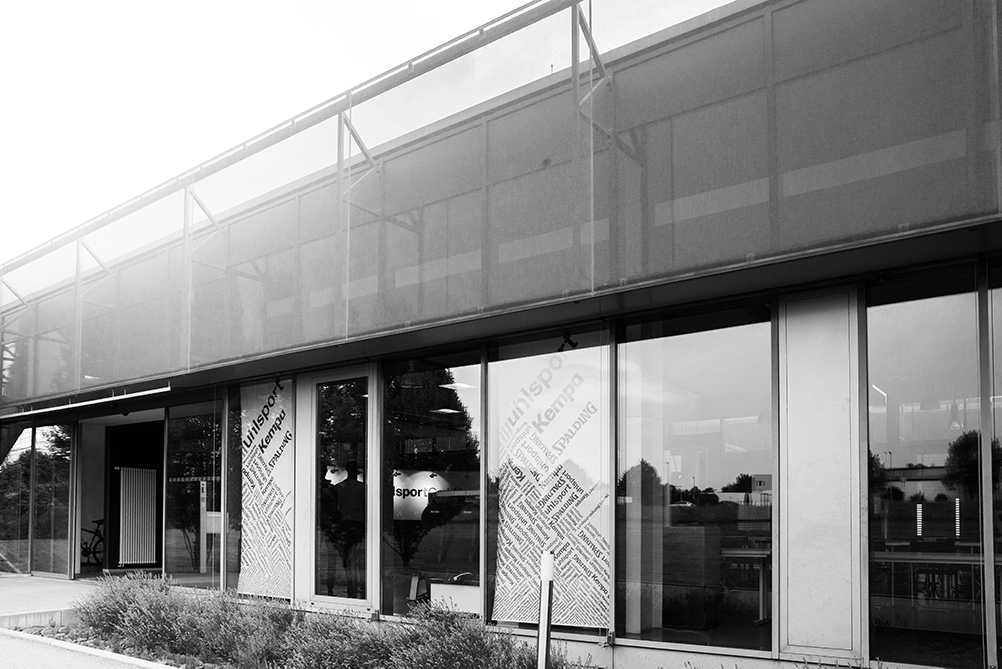
Sídlo firmy v Balingenu.